# Jon Avnet
Jonathan Michael Avnet (New York, 1949. november 17. –) amerikai filmrendező.

## Élete és pályafutása
Zsidó családban született, Joan Bertha (Grossman) és Lester Francis Avnet gyermekeként. Az Avnet Inc. nevű elektronikai berendezéseket gyártó világhírű céget Avnet nagyapja, Charles Avnet alapította 1921-ben. Tanulmányait New Yorkban végezte. 
Első rendezése az 1991-es Sült, zöld paradicsom című film volt, azóta számos filmet és tévésorozatot rendezett. Producerként is gyakran dolgozott, például ő volt a vezető producere a Fekete hattyú című 2010-es filmnek.

## Magánélete
1975-ben házasodott össze Barbara Brodyval. 

## Filmográfia

### Film
| Év   | Magyar cím                      | Eredeti cím                           | Feladatkör | Feladatkör |
| Év   | Magyar cím                      | Eredeti cím                           | Rendező    | Producer   |
| ---- | ------------------------------- | ------------------------------------- | ---------- | ---------- |
| 1983 | Kockázatos üzlet                | Risky Business                        | Nem        | Igen       |
| 1987 | Fagypont alatt                  | Less than Zero                        | Nem        | Igen       |
| 1991 | Sült, zöld paradicsom           | Fried Green Tomatoes                  | Igen       | Igen       |
| 1992 | Kerge kacsák                    | The Mighty Ducks                      | Nem        | Igen       |
| 1994 | Háború                          | The War                               | Igen       | Igen       |
| 1996 | A hírek szerelmesei             | Up Close & Personal                   | Igen       | Igen       |
| 1997 | Vörös sarok                     | Red Corner                            | Igen       | Igen       |
| 2004 | Sky kapitány és a holnap világa | Sky Captain and the World of Tomorrow | Nem        | Igen       |
| 2007 | 88 perc                         | 88 Minutes                            | Igen       | Igen       |
| 2008 | A törvény gyilkosa              | Righteous Kill                        | Igen       | Nem        |
| 2017 | A három Krisztus                | Three Christs                         | Igen       | Igen       |
| 2020 | Négy jó nap                     | Four Good Days                        | Nem        | Igen       |

### Televízió
- Call to Glory (1984–1985)
- Between Two Women (1986)
- Lázadás (Uprising) (2001)
- Boomtown (2002–2003)
- Álomgyári feleség (The Starter Wife) (2007)
- A törvény embere (Justified) (2010–2015)
- Have a Little Faith (2011)
- Sneaky Pete (2018)

## Fordítás
- Ez a szócikk részben vagy egészben  a   Jon Avnet című angol Wikipédia-szócikk fordításán alapul.  Az eredeti cikk szerkesztőit annak laptörténete sorolja fel. Ez a jelzés csupán a megfogalmazás eredetét és a szerzői jogokat jelzi, nem szolgál a cikkben szereplő információk forrásmegjelöléseként.